# Ủy ban Dân tộc Giải phóng Việt Nam
Ủy ban Dân tộc Giải phóng Việt Nam được coi là tiền thân của Chính phủ Cách mạng lâm thời Việt Nam Dân chủ Cộng hòa. Ủy ban Dân tộc Giải phóng Việt Nam được thành lập từ Đại hội Quốc dân ở Tân Trào, tổ chức từ chiều ngày 16 tháng 8 đến ngày 17 tháng 8 năm 1945.

## Thành lập
Ngày 16-4-1945, Tổng bộ Việt Minh ra chỉ thị tổ chức Ủy ban dân tộc giải phóng. Chỉ thị nêu rõ: "Trong tình thế chính quyền đế quốc có chỗ tan rã, có chỗ không được ổn định như ở nước ta ngày nay, Ủy ban dân tộc giải phóng là hình thức tiền chính phủ, trong đó nhân dân học tập để tiến lên giữ chính quyền cách mạng". Ủy ban dân tộc giải phóng được thành lập ở các cấp từ cơ sở đến Trung ương. Ủy ban dân tộc giải phóng Việt Nam tức là Chính phủ lâm thời cách mạng Việt Nam.
Tháng 5-1945, Hồ Chí Minh về Tân Trào, Sơn Dương, Tuyên Quang. Ngày 4-6-1945, Hội nghị cán bộ Việt Minh đã quyết nghị thành lập Khu giải phóng. Khu giải phóng chính thức được thành lập gồm hầu hết các tỉnh Cao Bằng, Bắc Cạn, Lạng Sơn, Tuyên Quang, Thái Nguyên, Hà Giang và một số vùng lân cận thuộc Bắc Giang, Phú Thọ, Yên Bái, Vĩnh Yên. Tân Trào được chọn là Thủ đô lâm thời của Khu giải phóng. Ủy ban chỉ huy lâm thời Khu giải phóng gồm 5 người. Ủy ban có nhiệm vụ lãnh đạo toàn Khu về các phương diện chính trị, quân sự, kinh tế, văn hóa và xã hội.
Ngày 13-8-1945, Hội nghị toàn quốc của Đảng họp ở Tân Trào quyết định phát động Tổng khởi nghĩa trong cả nước, giành lấy chính quyền trước khi quân Đồng minh vào Đông Dương và ngay đêm hôm đó Ủy ban chỉ huy lâm thời Khu giải phóng đã hạ mệnh lệnh khởi nghĩa. Ủy ban khởi nghĩa cũng đã ra Quân lệnh số 1. Sáng 15-8-1945, được tin đích xác vua Nhật đã ra lệnh đầu hàng cho quân đội Nhật, Hồ Chí Minh và Tổng bộ Việt Minh thấy không thể chờ đợi cho thật đông đủ tất cả các đại biểu nữa nên đã quyết định khai mạc Đại hội đại biểu quốc dân vào chiều ngày 16-8-1945 và tiến hành rất nhanh chóng để các đại biểu có thể mang lệnh khởi nghĩa về các địa phương. Hơn 60 đại biểu đại diện cho các đảng phái chính trị, các đoàn thể cứu quốc, các dân tộc, tôn giáo, có cả đại biểu từ Nam bộ, miền Nam Trung Bộ và Việt kiều ở Thái Lan, ở Lào về dự đại hội. Đại hội họp tại đình Tân Trào, huyện Sơn Dương, tỉnh Tuyên Quang. Đại hội đã nhất trí tán thành chủ trương của cuộc Tổng khởi nghĩa của Đảng Cộng sản Đông Dương và hiệu triệu nhân dân toàn quốc, các đoàn thể cách mạng phải kịp thời đứng lên. Đại hội đã quyết định lập Ủy ban Dân tộc Giải phóng Việt Nam do Hồ Chí Minh làm Chủ tịch, Trần Huy Liệu làm Phó Chủ tịch và các Ủy viên là Nguyễn Lương Bằng, Đặng Xuân Khu, Võ Nguyên Giáp, Phạm Văn Đồng, Dương Đức Hiền, Chu Văn Tấn, Nguyễn Văn Xuân, Cù Huy Cận, Nguyễn Đình Thi, Lê Văn Hiến, Nguyễn Chí Thanh, Phạm Ngọc Thạch, Nguyễn Hữu Đang; Thường trực của Ủy ban là Hồ Chí Minh, Trần Huy Liệu, Phạm Văn Đồng, Nguyễn Lương Bằng, Dương Đức Hiền. Đại hội đại biểu quốc dân bế mạc ngày 17-8-1945.

## Danh sách thành viên
Danh sách các thành viên của Ủy ban Dân tộc Giải phóng Việt Nam gồm có:
| Tên                          | Chức vụ      |
| ---------------------------- | ------------ |
| Hồ Chí Minh                  | Chủ tịch     |
| Trần Huy Liệu                | Phó Chủ tịch |
| Nguyễn Lương Bằng            | Ủy viên      |
| Đặng Xuân Khu (Trường Chinh) | Ủy viên      |
| Võ Nguyên Giáp               | Ủy viên      |
| Phạm Văn Đồng                | Ủy viên      |
| Dương Đức Hiền               | Ủy viên      |
| Chu Văn Tấn                  | Ủy viên      |
| Nguyễn Văn Xuân              | Ủy viên      |
| Cù Huy Cận (Huy Cận)         | Ủy viên      |
| Nguyễn Đình Thi              | Ủy viên      |
| Lê Văn Hiến                  | Ủy viên      |
| Nguyễn Chí Thanh             | Ủy viên      |
| Phạm Ngọc Thạch              | Ủy viên      |
| Nguyễn Hữu Đang              | Ủy viên      |

Thường trực của Ủy ban:
- Hồ Chí Minh
- Trần Huy Liệu
- Phạm Văn Đồng
- Nguyễn Lương Bằng
- Dương Đức Hiền

## Mở rộng
Ngày 25-8-1945, Chủ tịch Ủy ban Dân tộc Giải phóng Hồ Chí Minh về Hà Nội. Theo đề nghị của Hồ Chí Minh, Ủy ban Dân tộc Giải phóng, do Quốc dân Đại hội ở Tân Trào cử ra, được cải tổ thành Chính phủ lâm thời nước Việt Nam Dân chủ Cộng hòa. Nhiều Ủy viên Việt Minh trong Chính phủ đã tự nguyện rút ra khỏi Chính phủ để mời thêm nhiều nhân sĩ ngoài Việt Minh tham gia.